# 赤痢
赤痢（せきり）は、発熱、下痢や血便・下血、腹痛などを伴う大腸感染症である。古称は血屎（）。血液の混じった赤い下痢を伴うことが病名の由来となっている。
かつて赤痢と呼ばれていた病気は、現代では細菌性赤痢とアメーバ性赤痢に分けられ、一般的に赤痢と呼ばれているものは赤痢菌による細菌性赤痢のことを指す。
日本の俳句文化では夏の季語として扱われる。

## 細菌性赤痢
細菌性赤痢 (Shigellosis) は、赤痢菌の感染によってもたらされる感染症で、大腸に出血、潰瘍、糜爛を伴う激しい炎症反応が起こる（出血性大腸炎）。糞尿などから食物や水などを経由し、経口感染するケースが大半である。また、サルは赤痢菌に対してヒトと同様の感受性を持ち、サルからの感染もまれではあるがみられる。
最初の赤痢菌は、1897年に日本で赤痢が大流行したときに医学者志賀潔により発見された。そのため、学名は Shigella と呼ばれている。
赤痢を起こす赤痢菌は大きくAからDの4種類に分けられる。近年は、D群赤痢菌による感染例が多い。志賀潔が発見したA群赤痢菌はかつて広域に渡って感染していたが、現在、感染例は激減している。一般的には衛生が行き届いて居ない発展途上国での発生が多いが、B・D群に関しては先進国でも感染の報告がある。
赤痢菌は腸管出血性大腸菌などと同様に感染力が強く、ごく少ない菌量（10〜100個程度）でも細菌性赤痢を発症させることができる。また、胃酸に対しても比較的強い。同じ経口感染症の病原体であるコレラ菌が毒素は出すが小腸の細胞内に侵入しないのに対し、赤痢菌は細胞内にしっかり侵入する。
日本でも高度経済成長以前は年間10万人以上の患者が発生して2万人程度が死亡したが、近年は重症例が少なく軽症例が多い。
- 赤痢菌 (Shigella)
  - Shigella dysenteriae（A群赤痢菌・志賀赤痢菌）
  - Shigella flexneri（B群赤痢菌・フレクスナー赤痢菌）
  - Shigella boydii（C群赤痢菌・ボイド赤痢菌）
  - Shigella sonnei（D群赤痢菌・ソンネ赤痢菌）

### 症状
潜伏期間は、1-5日程度。症状は発熱で始まり、腹痛、下痢が続く。人によっては吐き気、嘔吐を伴うこともある。
一般的にA群赤痢菌・志賀赤痢菌によるものは症状が重く、40℃近い高熱、激しい腹痛、膿粘血便（下痢便に膿・粘液・血液が混じる）がみられることが多い。赤痢という名称は、この出血性の激しい下痢に由来する。下痢の典型例では便成分はほとんどなく、膿や粘液、血液がそのまま出ているような状態となる。一部の患者では溶血性尿毒症症候群（HUS）、敗血症、中毒性巨大結腸症などの重篤な合併症を併発して死亡することがある。一般的に成人よりも乳幼児・小児や高齢者で重症化しやすい。
A群以外（B・C・D群）によるものは重症例が少なく、軽い下痢・軟便や微熱のみで経過することが多い。血便や合併症をみることはほとんどなく、1週間程度で回復する。
疫痢（）は細菌性赤痢の子供に起こる特殊な型を指す。高熱・激しい下痢などの典型症状に加えて痙攣、血圧低下、顔面蒼白、意識障害を起こし、短時間で死亡することが多い。発症のメカニズムはよくわかっていない。かつては乳幼児に多くみられたが、現在の日本ではほとんどみられなくなっている。

### 治療法と防疫
対症療法による全身状態の改善、抗菌薬による除菌など、内科的治療が中心。血便や脱水症状、重篤な合併症がみられる場合は入院治療となる。
下痢止め（止瀉薬）は溶血性尿毒症症候群などの重篤な合併症を起こすリスクを高めるので、原則使用しない。
日本において、細菌性赤痢は、「感染症の予防及び感染症の患者に対する医療に関する法律」の三類感染症に指定されており、感染が確認されたら医師は速やかに保健所に報告する義務がある。かつては二類感染症に指定されており、拡散を防止するために状況に応じて隔離入院させる必要があったが、2006年（平成18年）12月8日の法改正と同時に三類感染症に変更され、強制隔離措置は廃止された。

### ワクチン
現在、赤痢に有効なワクチンは世界各地で開発中であるが、そのワクチンが赤痢が流行しているインドなどの途上国において、その地域の「一般市民が使用できる価格」という点が大きなポイントとなる。効果的なワクチンが開発されたとしても一般市民が手を出せない価格では意味がないためである。そのため、安価なワクチンが望まれるが、利益を確保しなければならない製薬企業がビジネスとして低価格なワクチンの開発・生産に手を出すのかは不透明な点がある。
日本の岡山大学がインドのコルカタに設けている岡山大学インド感染症共同研究センターにおいて、廉価な経口赤痢ワクチンの開発研究を進めており、汎用性の高い（一般市民が使用できる）赤痢ワクチンの臨床研究の計画を進めている。これが実現すれば日本の研究の国際貢献・イニシアチブとなるだけではなく、赤痢予防の大きな足掛かりになるかもしれないと期待される。

## アメーバ赤痢
アメーバ赤痢 (Amoebiasis) は、赤痢菌では無くアメーバによって引き起こされるため、細菌感染症ではなく寄生虫症に分類される。
大腸に寄生した赤痢アメーバによって引き起こされる病気。まれに肝膿症や脳や肺、皮膚などへの合併症が報告されている。感染経路は性感染によるものもあるため、性感染症に分類される場合もある。日本では男性同性愛者、海外旅行者や集団施設生活者などでの感染報告例などが多い。
「感染症の予防及び感染症の患者に対する医療に関する法律」においては五類感染症に分類される。

## 歴史
日本の歴史書で最初に「赤痢」の流行の記事が現れるのは平安時代で、『三代実録』の貞観3年（861年）8月条であり、『日本紀略』延喜15年（915年）9月にも流行の記録がある。
赤痢の大流行の記録は少ないが、正暦元年（990年）8月には一条天皇が発病した（『小右記』）ほか、寛弘8年（1011年）9月に赤痢を発病した冷泉院はそのまま10月24日に崩御した（『権記』『御堂関白記』）。『小右記』には他にも作者藤原実資が永延元年（987年）5月に赤痢を病んだ記録や、長和5年（1016年）に右大臣藤原顕光、大納言藤原道綱が赤痢を病んだ記録がある。源俊房の日記『水左記』にも自身が承保4年（1077年）7月から疱瘡にかかり赤痢を続発した記述がある。
赤痢で亡くなった中世の人物として、六条藤家の歌人藤原経家、鎌倉幕府第4代将軍九条頼経がいる。

### 水源汚染などによる近代の集団感染
上水道の水源や井戸など飲用水が汚染されると、集団感染につながる。

赤痢予防を呼びかける厚生省監修のパンフレット『夏の伝染病 赤痢の話』（1950年、厚生時報社）

日本における第二次世界大戦前の赤痢集団発生としては、神奈川県で起きた川崎市の赤痢 (1935年)、福岡県の大牟田爆発赤痢事件（1937年）が知られる。
戦後では1960年（昭和35年）1月から2月、宮城県村田町で水源が汚染され赤痢の集団発生がみられた。防疫対策が遅れて感染が拡大したとされており、住民約6000人のうち1530人（全町民の約25％）が罹患した。
1963年（昭和38年）5月、福島県新鶴村の新屋敷水源地が汚染されて赤痢病が発生して714名の罹患者を出した。当時の新鶴村長であった金田利雄を筆頭に村当局は原因究明、整備、補強工事等の危機対応にあたり、調査の結果、当該水源地は安全上問題があり、その代替として二岐、仏沢両地区に安全性に優れた水源地を見出した。金田村長は、参議院建設委員長などを歴任した大河原一次議員と連携して「簡易水道布設費国庫補助に関する請願」を国会に提出。それらが同年12月21日に受理され、これをもって、大規模な測量と工事を要する大事業であった広域簡易水道を完成させた。

## バイオ犯罪
1996年10月29日、アメリカ合衆国テキサス州ダラスの聖パウロ医療センターで、ナースステーションに赤痢菌に汚染された菓子が置かれ、食べた12人の職員が感染した。2年後、同病院内の検査室の元職員が犯人であることが判明した。